# یوجین سیمون
یوجین سیمون (انگلیسی: Eugene Simon؛ زاده ۱۱ ژوئن ۱۹۹۲) بازیگر اهل بریتانیا است. وی از سال ۲۰۰۳ میلادی تاکنون مشغول فعالیت بوده‌است.
از فیلم‌ها یا مجموعه‌های تلویزیونی او می‌توان به بهشت، بن هور، قبل از اینکه بخوابم، کازانووا و بازی تاج و تخت اشاره کرد.